# Luna 1975A
La sonda sovietica priva di equipaggio Luna 1975A è stata la penultima missione del programma Luna, probabilmente analoga alla successiva missione Luna 24, riuscita con successo nello scopo di raccogliere campioni di suolo lunare e rispedirli a Terra.
Un anno prima, la sonda Luna 23 aveva fallito l'obiettivo a causa di un danneggiamento del meccanismo di raccolta del suolo lunare avvenuto durante l'impatto nel Mare Crisium; si ritiene che Luna 1975A fosse stata progettata con le medesime finalità.
Un malfunzionamento di un booster del lanciatore Proton impedì alla sonda di raggiungere l'orbita terrestre; per questo motivo la stampa sovietica non riportò notizia dell'avvenimento. Il nome 1975A, introdotto in ambienti occidentali, è da allora utilizzato non ufficialmente per riferirsi alla sonda.